# Сурско-Литовское кладбище
Сурско-Литовское кладбище (укр. Сурсько-Литовське кладовище) — кладбище в городе Днепр, Украина. Получило название от села Сурско-Литовское, которое находится южнее, и Сурско-Литовского шоссе (ныне — проспект Богдана Хмельницкого).

## История
Открыто в 1972 году. В последние годы существования СССР выполняло функции главного некрополя города. С 1991 года работает в полузакрытом режиме.

## Описание
Длина центральной аллеи составляет 700 м, протяженность кладбища от проспекта Богдана Хмельницкого на восток составляет 1,5 км.

## Известные люди, похороненные на кладбище
- Рахманов, Султан Сабурович (1950—2003) — тяжелоатлет, олимпийский чемпион (1980), чемпион Европы, 3-х кратный чемпион мира. Заслуженный мастер спорта СССР (1979). Почётный гражданин Днепропетровска.
- Емец, Владимир Александрович (1937—1987) — футболист и тренер. В 1981—86 работал с днепропетровской командой «Днепр», которую привёл к званию чемпиона СССР-1983. Заслуженный тренер Украинской и Молдавской ССР.
- Жиздик, Геннадий Афанасьевич (1927—1991) — футболист и футбольный деятель. В 1981—88 был начальном команды днепропетровского «Днепра». В 1987—88 также был председателем клуба. Заслуженный тренер Украинской ССР (1980). Почётный гражданин города Никополя (Днепропетровская обл.).
- Аксельрод, Геннадий Ильич (1967—2012) — днепропетровский бизнесмен в сфере строительства.
- Алимов, Анатолий Андреевич (1926—2008) — начальник Приднепровской железной дороги в 1973—1990 годах. Депутат Совета Союза Верховного Совета СССР 10 (1979—1984) и 11 созывов (1984—1989) от Крымской области. Член ЦК КП Украины.
- Пантюшко, Андрей Иванович (17.08.1920—04.01.1993) — помощник командира взвода пешей разведки 1347-го стрелкового полка 225-я Новгородская Краснознаменная ордена Кутузова стрелковая дивизия, кавалер ордена Славы трёх степеней
- Погибшие в катастрофе парохода «Адмирал Нахимов».
- Петров, Олег Борисович — архитектор, автор проектов многих домов в центре города.
- Логвин, Гарри — дирижёр.
- Лошкарёв, Михаил Александрович (1913—1986) —доктор химических наук, профессор, создатель украинской научной школы гальванотехники, ректор Украинский государственный химико-технологический университет (ДХТИ)(1950—1972).
- Лошкарёв, Юрий Михайлович (1939—1998) —доктор химических наук, профессор, декан химического факультета Днепровский национальный  университет(1970-1998).
- Ягджиев, Лука Лазаревич - главный инженер крупнейшего в мире ракетостроительного завода "Южмаш", где выпускали первую в мире тяжелую ракету в мире с разделяющейся боеголовкой. Награды: Медаль «Серп и Молот»; Три ордена Ленина; Лауреат Ленинской премии; Лауреат Государственной премии СССР; Орден Отечественной войны 1-й степени; Медаль «За отвагу».